# @ la carte
@ la carte est une émission de télévision diffusée sur France 3 de septembre 2008 à juin 2009.
Présentée par Valérie Durier, elle est diffusée du lundi au vendredi à 16 h 30 en direct. Cette émission entend apporter des solutions aux problèmes des téléspectateurs, qui posent les questions sur Internet, SMS ou par téléphone.
« Malgré la qualité du programme et des équipes, le rendez-vous n'a pas complètement séduit les téléspectateurs » reconnait France 3 à la fin de la saison en déprogrammant l'émission.